# Družstvo (vojenství)

Značka pro střelecké družstvo v mapové symbolice NATO

Družstvo je malá vojenská jednotka, která spadá většinou pod čety a může se dále dělit na taktické týmy. Jedno družstvo má přibližně 12 vojáků, ale dle států a doby se pohybuje početní stav družstva od 6–20 vojáků. Velitelem družstva je většinou poddůstojník, zpravidla desátník nebo četař, v některých případech nižší důstojník, podporučík.